# Balthus
Balthasar Kłossowski de Rola (París, 29 de febrero de 1908-Rossiniére, 18 de febrero de 2001) fue un artista polaco-francés. 

## Vida y obra
Durante sus años de formación, estuvo patrocinado por Rainer Maria Rilke y Pierre Bonnard. Su padre, Erich Klossowski, un destacado historiador del arte, y su madre Elisabeth Dorothea Spiro (conocida como Baladine Klossowska) eran parte de la élite cultural de París. El hermano mayor de Balthus, Pierre Klossowski, fue un filósofo influido por los escritos del Marqués de Sade. Jean Cocteau, quien era amigo de la familia, encontró inspiración para su novela Les Enfants Terribles (1929) en sus visitas a la familia.
  
Como maduró a principios de la década de 1930, muchas de las pinturas de Balthus representan a muchachas apenas pubescentes en posiciones eróticas y voyeuristas. Una de las obras más notables de su primera exposición, que causó una enorme controversia en París debido a sus imágenes sádicas y sexualmente explícitas, fue La lección de guitarra (1934) donde se muestra a una niña arqueada sobre su espalda en el regazo de su profesora, cuyas manos están colocadas como para tocarla como una guitarra: una mano cerca de su vulva expuesta, la otra agarrándola del cabello.
En 1937 se casó con Antoinette de Watteville, a quien había conocido en 1924, que fue su modelo para una serie de retratos como Cathy Dressing (1933). Tuvieron dos hijos, Thaddeus y Stanislas. El segundo, conocido como «Stash» sería una figura muy conocida del ambiente artístico de Londres y París de los años 1960.
Pronto su trabajo comenzó a ser admirado por escritores y seguido por pintores, especialmente por André Breton y Pablo Picasso. Su círculo de amigos en París incluía al novelista Pierre-Jean Jouve, los fotógrafos Josef Breitenbach y Man Ray, Antonin Artaud, y los pintores André Derain, Joan Miró y Alberto Giacometti. En 1948, Albert Camus, otro de sus amigos, le pidió que diseñara los decorados y el vestuario para su obra L'État de siège, dirigida por Jean-Louis Barrault.
Balthus pasó la mayor parte de su vida en Francia. En 1953 se mudó a Chateau de Chassy en donde terminó su obra maestra El cuarto (1952), influido por las novelas de Pierre Klossowski, y La calle (1954). En 1964 se mudó a Roma, en donde presidió la Academia francesa en Roma e hizo amistad con el realizador de cine Federico Fellini y el pintor Renato Guttuso. Residía en la Villa Médicis, que restauró.

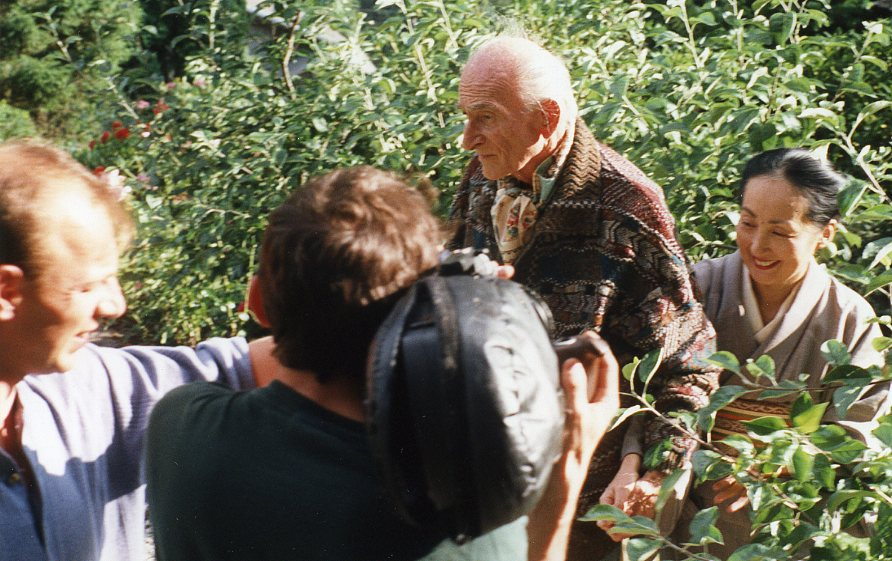
Balthus con su esposa Setsuko en el documental francés, Balthus de l'autre côté du miroir (1996)

En 1977 se mudó a Rossinière, Suiza. Se había vuelto a casar en 1967 con Setsuko Ideta, una japonesa treinta y cinco años menor que él y también pintora. La conoció durante una misión diplomática en Japón. Esto agregó aún más misterio alrededor de su vida, de la cual no se conocía mucho a pesar de su fama. Tuvieron dos hijos, Fumio (1968-1970) y Harumi (1973). En 1996, el director canadiense Damian Pettigrew filmó al pintor durante un período de un año para el documental francés Balthus de l'autre côté du miroir. Los fotógrafos y amigos Henri Cartier-Bresson y Martine Franck realizaron retratos del pintor, su mujer y su hija Harumi en su Grand Chalet en Rossinière en 1999.
En sus últimos años, Balthus era el único artista con vida que tenía obras en el Louvre (procedentes de la colección privada de Pablo Picasso, que fue donada al museo).

## Influencia y legado
La obra de Balthus muestra numerosas influencias, incluyendo a Tommaso Masaccio, Piero della Francesca, Nicolas Poussin, Jean-Étienne Liotard, Joseph Reinhardt, Théodore Géricault, Eugène Delacroix, Jean Auguste Dominique Ingres, Francisco de Goya, Gustave Courbet, Pierre Bonnard, Félix Vallotton y Paul Cezanne. 
Su trabajo influyó sobre varios artistas, entre ellos el cineasta Jacques Rivette, de la Nouvelle vage francesa. Su película Hurlevent (1985) estuvo inspirada en los dibujos de Balthus hechos a comienzos de la década de 1930.
Otro artista influido por Balthus es el fotógrafo Duane Michals.
La novela Hannibal, de Thomas Harris, se refiere al personaje de ficción Hannibal Lecter como un primo de Balthus.

## Comentarios de Balthus
Balthus decía: «Las niñas son las únicas criaturas que todavía pueden pasar por pequeños seres puros y sin edad. Las jóvenes adolescentes nunca me interesaron más allá de esta idea».
«Las niñas para mí son sencillamente ángeles y en tal sentido su inocente impudor propio de la infancia. Lo morboso se encuentra en otro lado».

## Comentarios por parte de otros artistas
Camus decía: «no es el crimen lo que interesa, sino la pureza». 
Vicente Molina Foix escribió algo irónico, pero puntual: «Balthus no llegó a pecar, y estoy seguro de que era, como le gustaba a él decir, un pintor religioso. ¿No es, al fin y al cabo, la religión el ejercicio de una mirada fija y persistente a un punto inalcanzable? El culto misterioso de las niñas».